# Bataille de Kolombangara
Seconde Guerre mondiale - Pacifique
Batailles
Terrestres : 
- Invasion de Tulagi
- Guadalcanal
- Opération Ke
- Nouvelle-Géorgie
- Vella Lavella
- Îles du Trésor
- Choiseul
- Bougainville
- Îles Green

Navales :
- Détroit de Blackett
- I-Go
- Bataille du golfe de Kula
- Kolombangara
- Golfe de Vella
- Vella Lavella (navale)
- Baie de l'Impératrice Augusta
- Horaniu
- Cap Saint-George

La bataille de Kolombangara, également connue sous le nom de bataille du golfe de Kula, est une bataille navale de la guerre dans le Pacifique pendant la Seconde Guerre mondiale, qui a eu lieu dans la nuit du 12 juillet au 13 juillet 1943 entre la Marine impériale japonaise et des forces navales alliées comprenant des forces américaines et néo-zélandaises. La bataille, qui s'insère dans le cadre de la campagne des îles Salomon, a eu lieu dans le golfe de Kula au large de l'île de Kolombangara dans les îles Salomon.

## Bataille
Le soir du 12 juillet, une force alliée commandée par le contre-amiral Ainsworth et formée des croiseurs USS Honolulu, USS St. Louis et du croiseur néo-zélandais HMNZS Leander, plus dix destroyers américains, était déployée sur une ligne au large de Kolombangara afin d'intercepter un Tokyo Express signalé dans le détroit de Nouvelle-Géorgie.
À une heure, le 13 juillet, alors qu'elles se trouvaient au large de Kolombangara, les forces alliées établirent le contact radar à 30 kilomètres avec une flottille de destroyers japonais de la 2e Escadre de destroyers commandés par le successeur du contre-amiral Tanaka. Le contre-amiral Ainsworth crut pouvoir prendre les Japonais par surprise, mais ceux-ci avaient déjà repéré les Américains depuis deux heures. Par conséquent, lorsque les destroyers américains accélérèrent pour se porter à la rencontre des destroyers japonais ceux-ci lancèrent immédiatement leurs torpilles “Longues Lances” et firent demi-tour. Le croiseur Jintsu engagea les navires alliés mais fut rapidement mis hors de combat par un feu concentré, tandis que le HMNZS Leander était gravement endommagé par une torpille et devait se retirer du champ de bataille. Peu avant 2 h 0, le navire amiral japonais, le Jintsu, touché par deux torpilles, coula avec tout son équipage et le contre-amiral Isaki.
Le contre-amiral Ainsworth se lança à la poursuite des destroyers japonais, mais les USS St. Louis et Honolulu furent tous deux touchés par des torpilles et il dut rompre le combat.

### Sources et bibliographie
- (en) David Brown, Warship Losses of World War Two, Naval Institute Press, 1990, 256 p. (ISBN 1-55750-914-X)
- (en) Russell Sydnor Crenshaw, South Pacific Destroyer : The Battle for the Solomons from Savo Island to Vella Gulf, Naval Institute Press, 1998, 283 p. (ISBN 1-55750-136-X)
- (en) Andrieu D'Albas, Death of a Navy : Japanese Naval Action in World War II, Devin-Adair Pub, 1965 (ISBN 0-8159-5302-X)
- (en) Paul S. Dull, A Battle History of the Imperial Japanese Navy, 1941-1945, Naval Institute Press, 1978, 402 p. (ISBN 0-87021-097-1)
- (en) Tameichi Hara, Japanese Destroyer Captain, Auckland & Londres, Collins Bros, 1961
- (en) Jack S. Harker, Well Done Leander, New York & Toronto, Ballantine Books, 1971 (ISBN 0-345-27894-1)
- (en) Thomas C. Hone, « The Similarity of Past and Present Standoff Threats », Proceedings of the U.S. Naval Institute, Annapolis, Maryland, vol. 107, no 9,‎ septembre 1981, p. 113–116 (ISSN 0041-798X)
- (en) Eric Lacroix et Linton Wells, Japanese Cruisers of the Pacific War, Naval Institute Press, 1997, 882 p. (ISBN 0-87021-311-3)
- (en) C. W. Kilpatrick, Naval Night Battles of the Solomons, Exposition Press, 1987 (ISBN 0-682-40333-4)
- (en) William L. McGee, The Solomons Campaigns, 1942-1943 : From Guadalcanal to Bougainville--Pacific War Turning Point, vol. 2 : Amphibious Operations in the South Pacific in WWII, BMC Publications, 2002 (ISBN 0-9701678-7-3), « Operation TOENAILS »
- (en) Samuel Eliot Morison, History of United States Naval Operations in World War II, vol. 6 : Breaking the Bismarcks Barrier, Castle Books, 1958 (ISBN 0-7858-1307-1)
- (en) Robert Sinclair Parkin, Blood on the Sea : American Destroyers Lost in World War II, Da Capo Press, 1995, 360 p. (ISBN 0-306-81069-7)
- (en) Theodore Roscoe, United States Destroyer Operations in World War Two, Naval Institute Press, 1953, 581 p. (ISBN 0-87021-726-7)